# Vuelta Ciclista del Uruguay 1973
La 30.ª edición de la Vuelta Ciclista del Uruguay se disputó entre el 13 y el 22 de abril de 1973.

## Etapas
| Etapa   | Fecha       | Recorrido                   | km       | Ganador (equipo)                            |
| Prólogo | 13 de abril | Montevideo                  | 4,2      | Martín Balao (Atenas de Mercedes)           |
| 1.ª     | 13 de abril | Montevideo-Piriápolis       | 172,6    | Braulio Massé (CC Carmelo)                  |
| 2.ª     | 14 de abril | Piriápolis-Florida          | 195,3    | Julio Bardecio (Nimes)                      |
| 3.ª     | 15 de abril | Florida-Durazno             | 169,8    | Braulio Massé (CC Carmelo)                  |
| 4.ª     | 16 de abril | Durazno-Tacuarembó          | 211,7    | Leonel Coussan (Peñarol de Maldonado)       |
| 5.ª     | 17 de abril | Tacuarembó-Rivera           | 125,2    | Jorge Correa (Federación Ciclista Uruguaya) |
| 6.ª     | 18 de abril | Paso Manuel Díaz-Tacuarembó | 40 (CRI) | Antonio Díaz (Fénix)                        |
| 7.ª     | 19 de abril | Tacuarembó-Paysandú         | 235      | Antonio Díaz (Fénix)                        |
| 8.ª     | 20 de abril | Paysandú-Mercedes           | 165,5    | Antonio Díaz (Fénix)                        |
| 9.ª     | 21 de abril | Mercedes-Colonia            | 180,9    | Jorge Correa (Federación Ciclista Uruguaya) |
| 10.ª    | 22 de abril | Colonia-Montevideo          | 186,9    | Mario Rodríguez (Artigas de San Ramón)      |

### Clasificación individual
| Pos. | Ciclista                | Equipo                    | Tiempo           |
| ---- | ----------------------- | ------------------------- | ---------------- |
| 1.º  | Alberto Dumas Rodríguez | Club Ciclista América     | 40 h 35 min 16 s |
| 2.º  | Humberto Grasso         | Alas Rojas de Santa Lucía | a 1 s            |
| 3.º  | Adán Mansilla           | Peñarol de Solymar        | a 6 s            |
| 4.º  | Walter Garré            | Dilicia                   | a 1 min 33 s     |
| 5.º  | Lino Benech             | Club Ciclista Sauce       | a 1 min 47 s     |
| 6.º  | Fernando Undarz         | Fénix                     | a 2 min 04 s     |
| 7.º  | Gilberto Rolón          | Platense de Tacuarembó    | a 2 min 22 s     |
| 8.º  | Leonel Coussan          | Peñarol de Maldonado      | a 2 min 23 s     |
| 9.º  | Raúl Castromán          | Dilicia                   | a 2 min 29 s     |
| 10.º | Leandro Rodríguez       | Dilicia                   | a 2 min 41 s     |